# Антињи (Вандеја)
Антињи (фр. Antigny) насеље је и општина у западној Француској у региону Лоара, у департману Вандеја која припада префектури Фонтне ле Конте.
По подацима из 2011. године у општини је живело 1042 становника, а густина насељености је износила 47,0 становника/km². Општина се простире на површини од 22,17 km². Налази се на средњој надморској висини од 11 метар (максималној 138 m, а минималној 47 m).

## Демографија
| 1962. | 1968. | 1975. | 1982. | 1990. | 1999. | 2011. |
| ----- | ----- | ----- | ----- | ----- | ----- | ----- |
| 861   | 955   | 927   | 1.027 | 1.078 | 1.127 | 1.042 |

График промене броја становника у току последњих година